# Museo Stedelijk

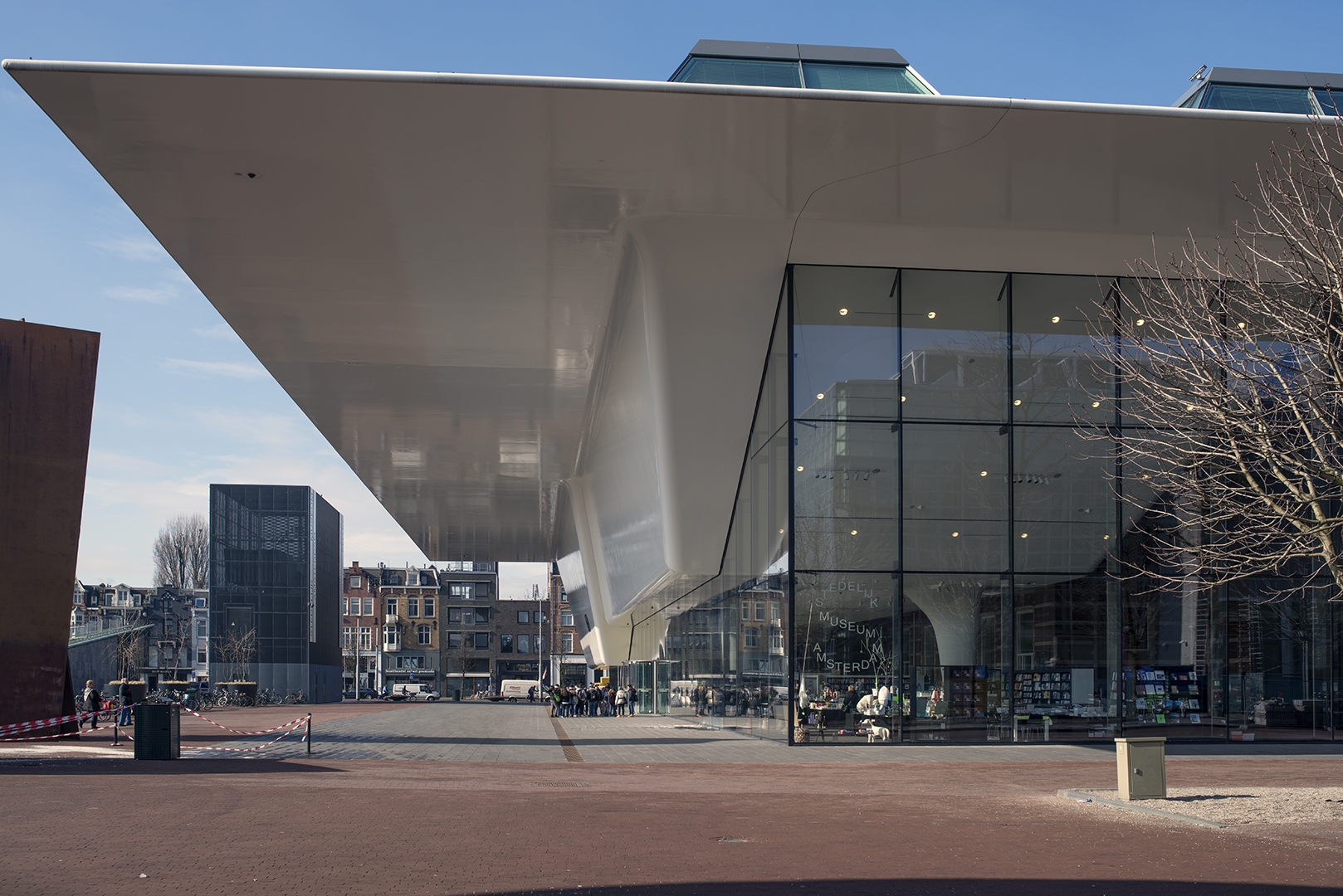
Sala del museo

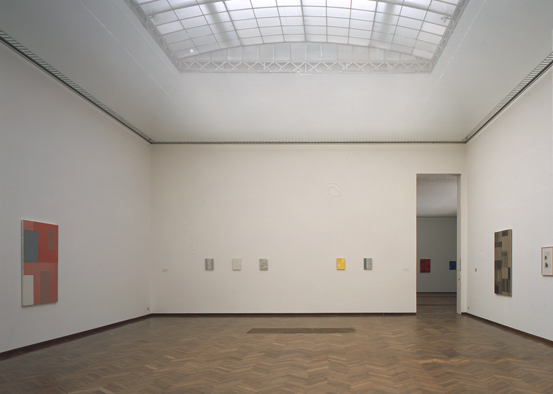
La entrada del museo en 2012

El Museo Stedelijk (en neerlandés: Stedelijk Museum, lit. 'Museo municipal/urbano'), coloquialmente conocido como el Stedelijk, es un museo de arte moderno y arte contemporáneo de la ciudad de Ámsterdam (Países Bajos). Está situado en la plaza de los Museos («Museumplein») cerca del Rijksmuseum, del Museo van Gogh y del Concertgebouw.
El edificio del siglo XIX fue diseñado por Adriaan Willem Weissman y el ala del siglo XXI con la entrada actual fue diseñado por los arquitectos Benthem Crouwel Architects. 
La colección se compone de arte moderno y arte contemporáneo, y diseño desde principios del siglo XX hasta el siglo XXI. Cuenta con artistas como 
Vincent van Gogh, Wassily Kandinsky, Ernst Ludwig Kirchner, Marc Chagall, Henri Matisse, Jackson Pollock, Karel Appel, Andy Warhol, Willem de Kooning, Marlene Dumas, Lucio Fontana, y Gilbert & George. Su colección incluye una habitación pintada por Appel, una gran colección de pinturas de Kazimir Malévich y la única obra de Armando Reverón en un museo europeo.
En 2015, el museo tuvo unos  675.000 visitantes (estimación).

## Galería de obras del museo

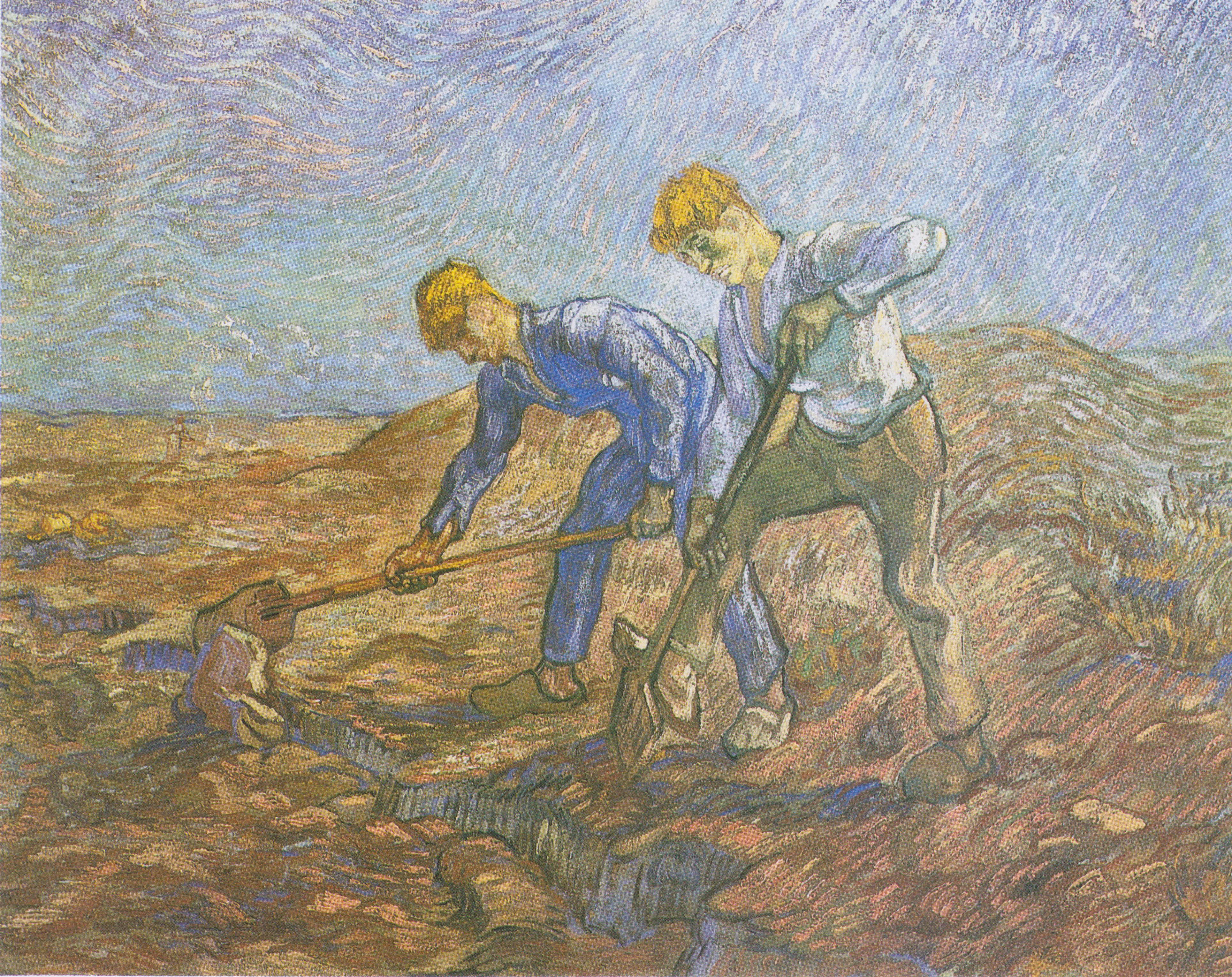
Vincent van Gogh Deux fermiers bêchant la terre (d'après Millet) (1889)
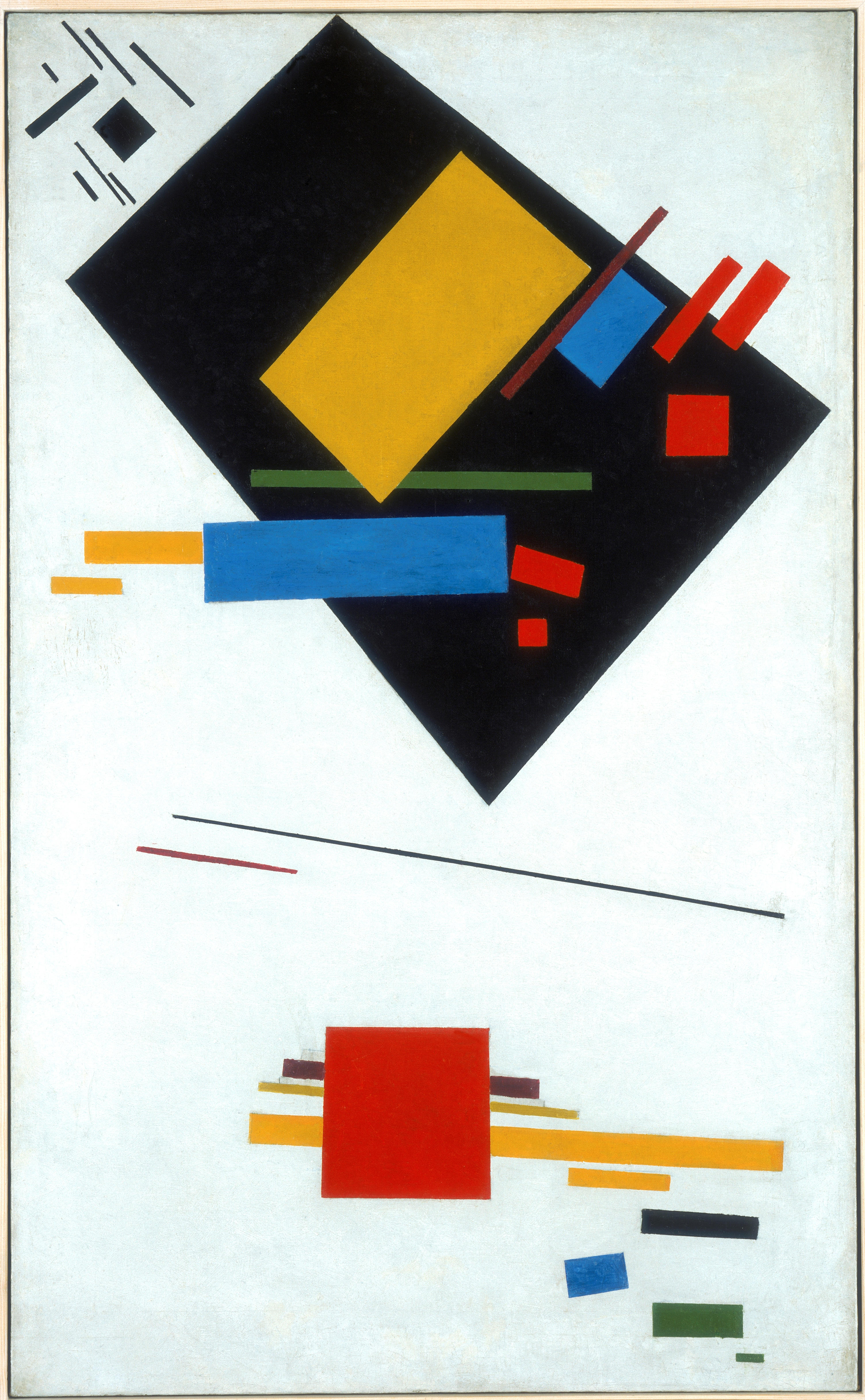
Kasimir Malevitch Pintura suprematista (con un trapecio negro y un cuadrado rojo)
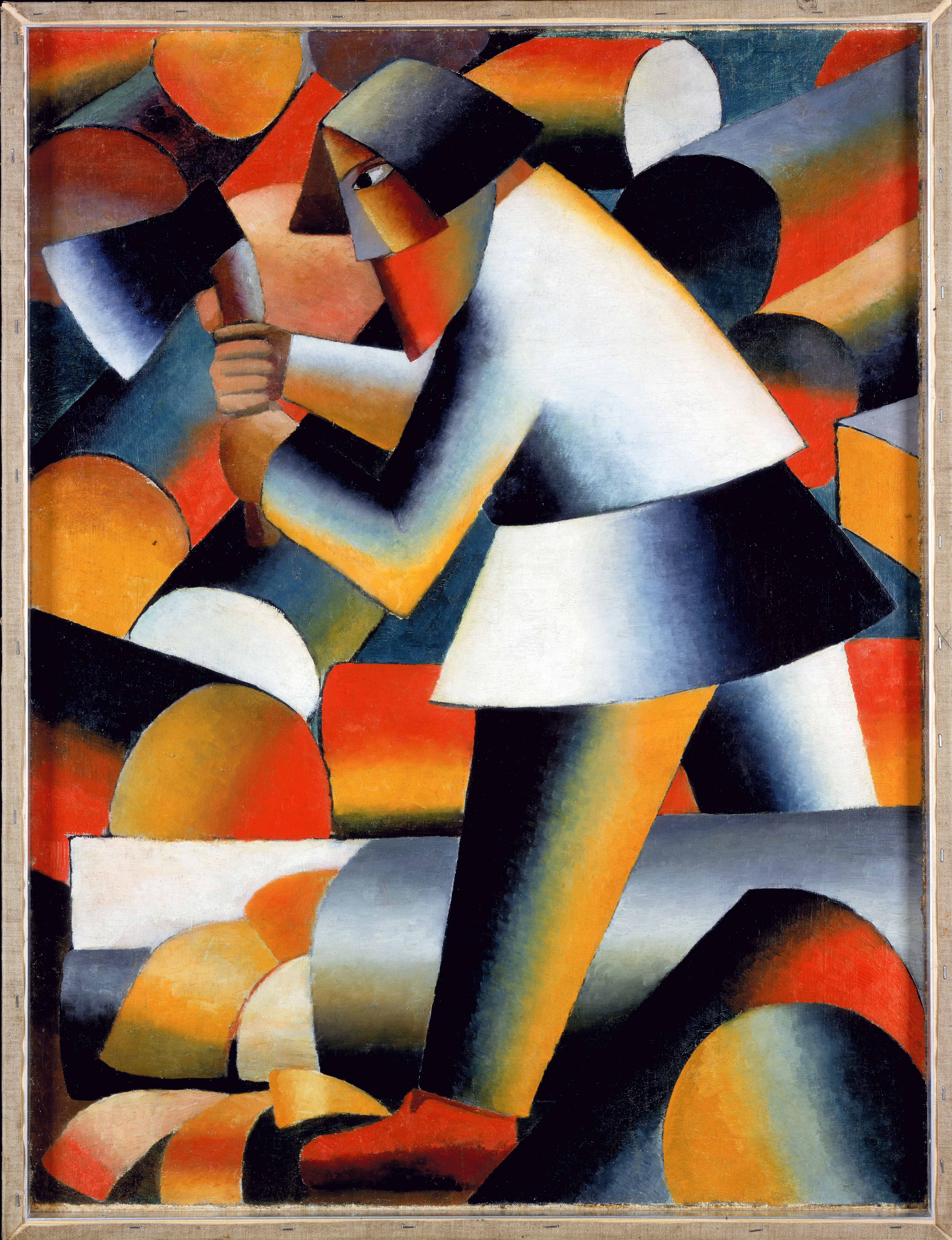
Kasimir Malevitch Bûcheron (1912-1913)
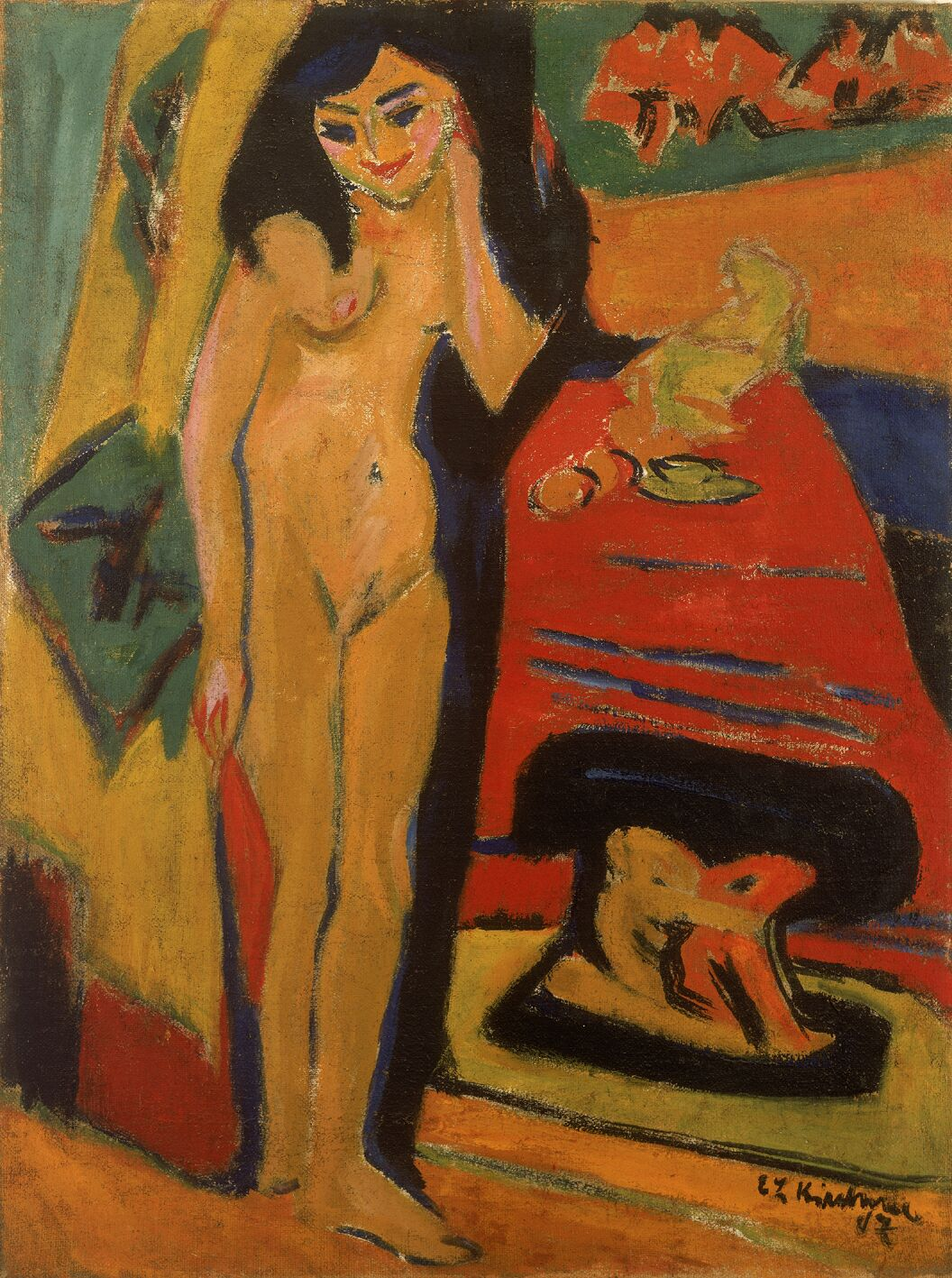
Ernst Ludwig Kirchner Mujer desnuda (1910-1926)
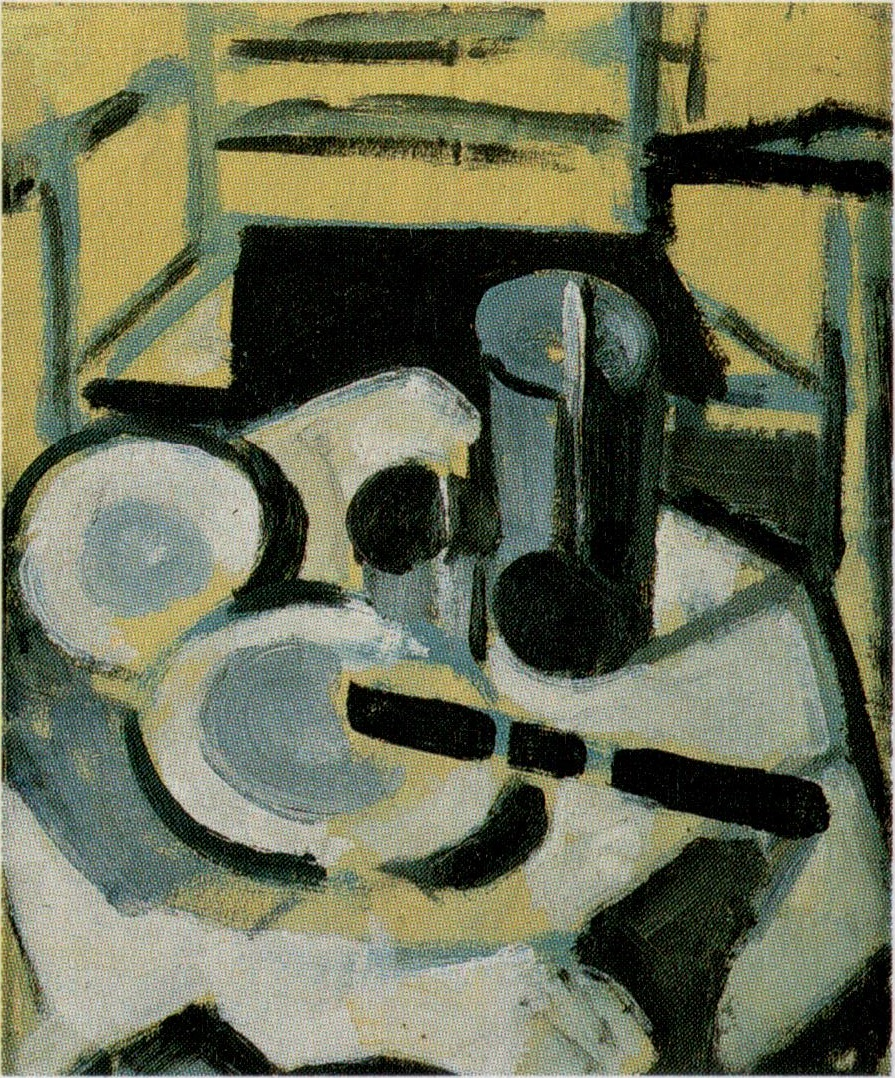
Theo van Doesburg Nature morte (1918)
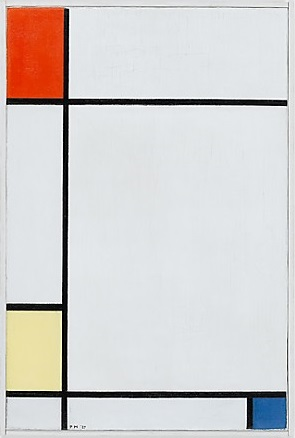
Piet Mondrian Composicion nº. III con rojo, amarillo y azul (1927)